# Фор-Корнерс (Монтана)
Фор-Корнерс (англ. Four Corners) — переписна місцевість (CDP) в США, в окрузі Ґаллатін штату Монтана. Населення — 5901 особа (2020).

## Географія
Фор-Корнерс розташований за координатами 45°40′11″ пн. ш. 111°10′42″ зх. д. / 45.66972° пн. ш. 111.17833° зх. д. (45.669776, -111.178408).  За даними Бюро перепису населення США в 2010 році переписна місцевість мала площу 27,81 км², з яких 27,62 км² — суходіл та 0,19 км² — водойми.

## Демографія
Згідно з переписом 2010 року, у переписній місцевості мешкало 3146 осіб у 1228 домогосподарствах у складі 847 родин. Густота населення становила 113 особи/км².  Було 1331 помешкання (48/км²).
Расовий склад населення:
| - 97,0 % — білих - 0,8 % — корінних американців - 0,5 % — азіатів - 0,1 % — вихідців з тихоокеанських островів - 0,1 % — чорних або афроамериканців |

До двох чи більше рас належало 1,2 %. Частка іспаномовних становила 2,0 % від усіх жителів.
За віковим діапазоном населення розподілялося таким чином: 26,7 % — особи молодші 18 років, 65,0 % — особи у віці 18—64 років, 8,3 % — особи у віці 65 років та старші. Медіана віку мешканця становила 34,9 року. На 100 осіб жіночої статі у переписній місцевості припадало 107,0 чоловіків;  на 100 жінок у віці від 18 років та старших — 112,8 чоловіків також старших 18 років.
Середній дохід на одне домашнє господарство  становив 100 080 доларів США (медіана — 78 142), а середній дохід на одну сім'ю — 116 880 доларів (медіана — 87 064). Медіана доходів становила 60 574 долари для чоловіків та 38 903 долари для жінок. За межею бідності перебувало 4,8 % осіб, у тому числі 4,5 % дітей у віці до 18 років та 3,7 % осіб у віці 65 років та старших.
Цивільне працевлаштоване населення становило 1708 осіб. Основні галузі зайнятості: освіта, охорона здоров'я та соціальна допомога — 23,4 %, будівництво — 13,2 %, науковці, спеціалісти, менеджери — 12,9 %.